# ピーター・ティルマンズ
ピーター・ティルマンズ（Peter Tillemans、1684年 - 1734年12月5日）はアントウェルペン生まれの画家である。1708年からイギリスで働き、狩りの場面や競走馬などを描いた。ジョン・ウートンやジェームズ・シーモアとともに、競馬の情景を美術として描いた、最初の画家の一人となった。

## 略歴
アントウェルペンの宝石加工職人の息子に生まれた。絵を誰から学んだか知られていないが、1708年にロンドンのターナーという画商に招かれて、義理の兄弟で、花や鳥の絵を得意とする画家のピーテル・カステールス(Pieter Casteels Ⅲ：1684-1749)とロンドンに移った。画商からはジャック・クルトワの描くような戦争画やダフィット・テニールスのスタイルの風俗画を描くことを求められた。
すぐに王室からも注文を受けるようになり、ウェストミンスター宮殿や貴族院の情景を描いた作品を残している。1711年からは首席宮廷画家のゴドフリー・ネラーが開いた美術学校で風景画を教えるようになった。ティルマンスが教えた学生にはアーサー・デヴィス(Arthur Devis: 1712-1787) らがいる。
有力者の Cox Macro (1683–1767)がパトロンになり、戦争の場面や肖像画、風景画を描いていたが、1720年代になって、馬や犬、狐狩りなどの狩猟の状況を描くようになった。1725年頃に描かれた、ニューマーケット競馬場のレースの準備をする情景を描いた作品は、競走馬を描いたことで有名なジョン・ウートン(1682-1764)やジェームズ・シーモア(1702–1752）とともに競馬の世界を描いた最も初期の作品となった。ニューマーケット競馬場のあるサフォークに移り、有力な貴族の馬主の所有馬のポートレートも多く描いた。

## 作品

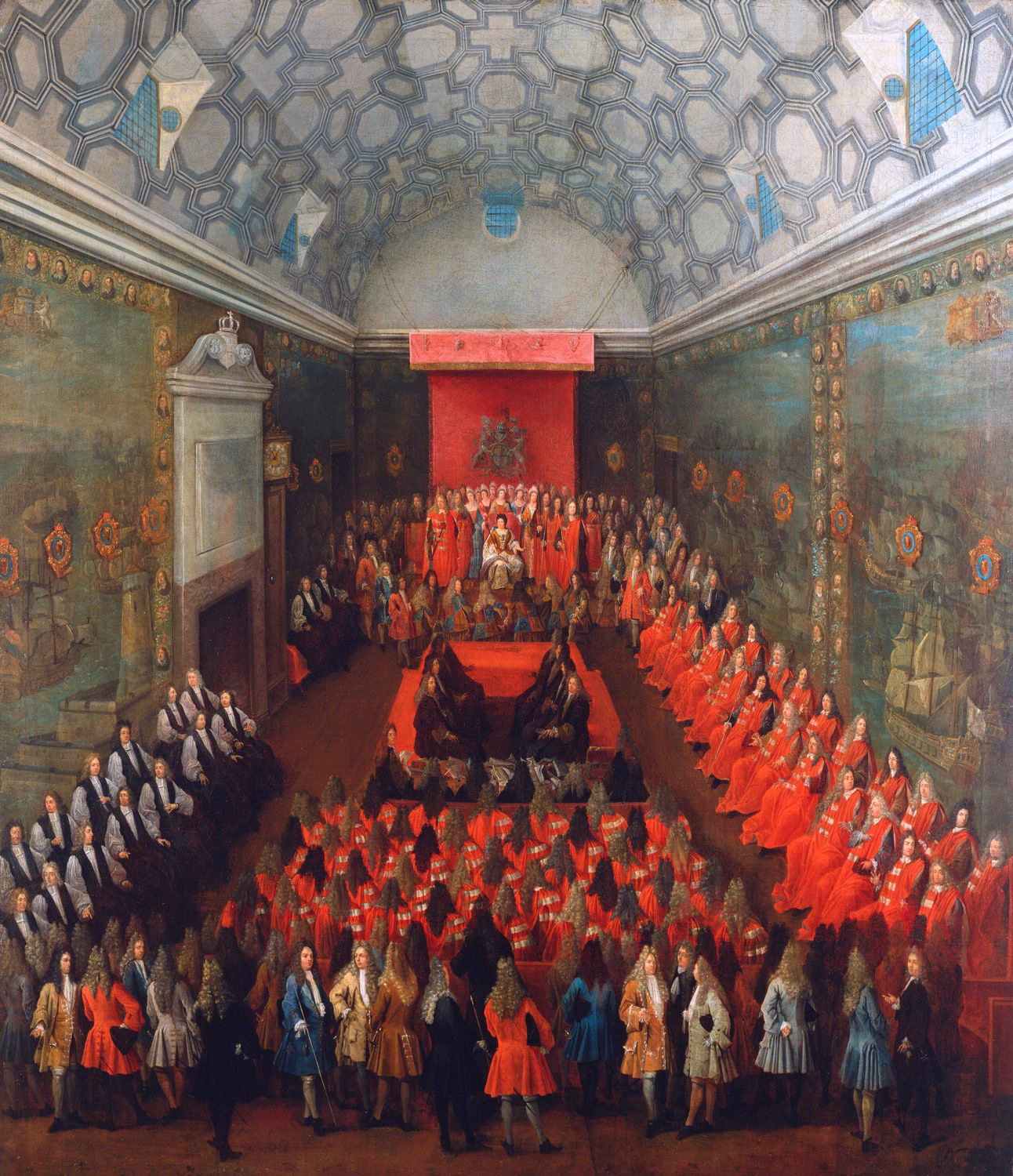
貴族院 (イギリス)貴族院のアン女王 (1708/1714)) ロイヤル・コレクション蔵
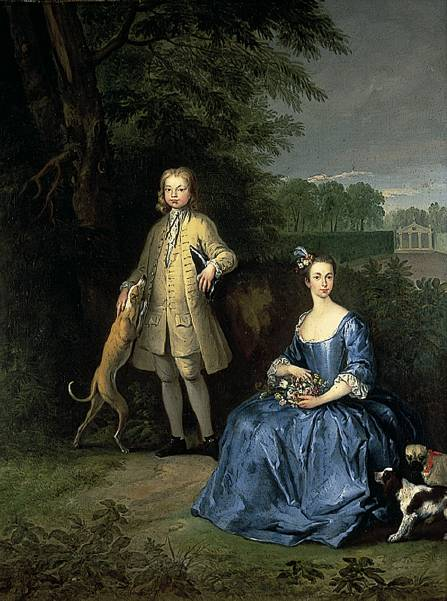
パトロンのCox Macroの子供たち
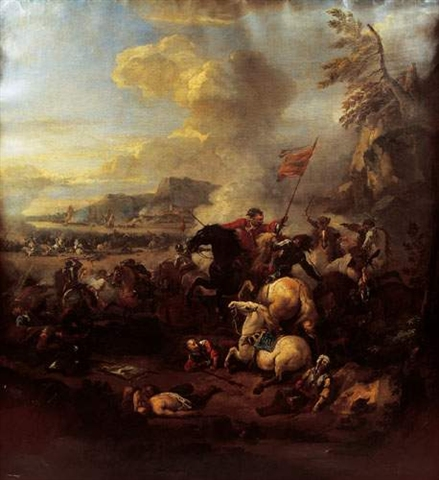
突撃する騎兵
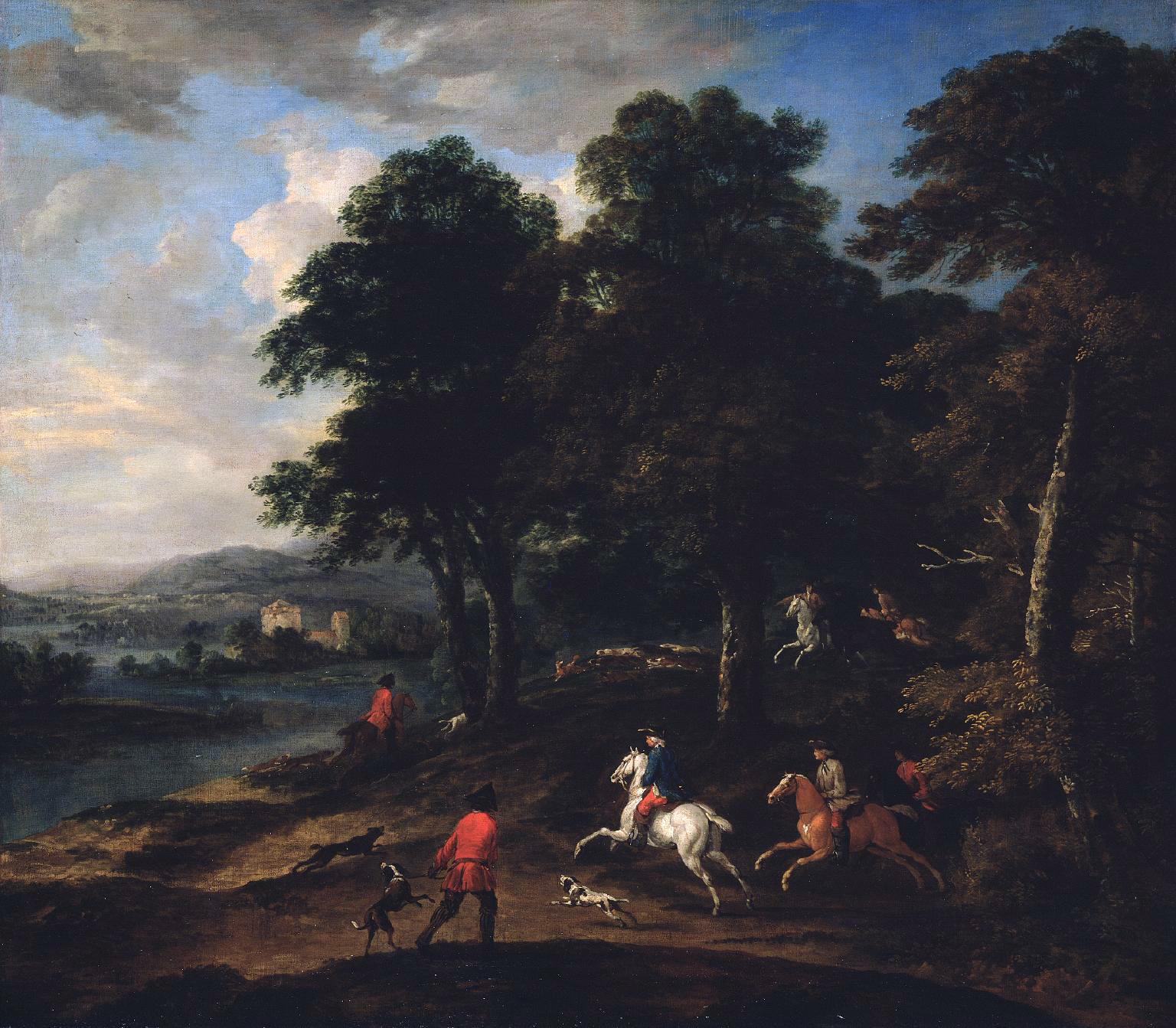
森の中の狐狩り